# Tarantula (canción)
«Tarantula» es una canción del grupo musical estadounidense The Smashing Pumpkins, la cual fue escrita por su líder, Billy Corgan. Corresponde al primer sencillo comercial y la sexta canción del sexto álbum, Zeitgeist.
El sencillo fue lanzado inicialmente en formato de descarga digital el 21 de mayo de 2007, por medio de iTunes.

## Video musical
El video musical para "Tarantula" fue dirigido por el director P. R. Brown, quien previamente había dirigido el vídeo musical del único sencillo del álbum solista de Billy Corgan, "Walking Shade". Este director además dirigió el cortometraje TheFutureEmbrace, proveniente del mismo álbum.
El video, que debutó el 2 de julio de 2007 en Spinner.com, presenta al grupo (con la misma vestimenta blanca utilizada en la gira promocional del álbum) tocando junto a gente adicional, al frente de un collage visual psicodélico. El vídeo además incluye algunas tomas en anaglifo.

## Lista de canciones
El sencillo de Tarantula fue lanzado en una versión en CD y en una versión en disco de vinilo de 7", conteniendo como lado-b una sola canción. Ambas canciones fueron escritas por Billy Corgan.
1. «Tarantula» − 3:51
2. «Death From Above» − 4:06

«Death From Above» además forma parte de la lista de canciones de la versión de alemana y japonesa del álbum Zeitgeist.